# Лабораторія комп'ютерної графіки Нью-Йоркського технологічного інституту
Лабораторія комп’ютерної графіки була комп’ютерною лабораторією, розташованою в Нью-Йоркському технологічному інституті (NYIT) наприкінці 1970-х і 1980-х роках, заснованою доктором Олександром Шуре. Спочатку була розташована у «рожевій будівлі» на кампусі NYIT.
Спочатку лабораторія була заснована для створення короткометражного високоякісного художнього фільму під назвою проекту The Works. Ця функція, яка так і не була завершена, була 90-хвилинною повнометражною стрічкою, яка мала стати першим повністю створеним комп’ютером CGI фільмом. Виробництво в основному зосереджено на машинах DEC PDP і VAX.
Багато хто з початкової команди CGL зараз утворює еліту CG та комп’ютерного світу з членами, які переходять до Silicon Graphics, Microsoft, Cisco, NVIDIA та інших, включаючи президента Pixar, співзасновника та лауреата Turing Еда Кетмула, співзасновника Pixar та Співробітник відділу графіки Microsoft Елві Рей Сміт, співзасновник Pixar Ральф Гуггенхайм, головний науковий співробітник Walt Disney Animation Studios Ленс Вільямс, засновник Netscape і Silicon Graphics Джим Кларк, співзасновник Tableau та лауреат Тьюрінга Пет Ханрахан, співробітник графічного відділу Microsoft Джим Блінн, Тед Баєр, номінант на премію Оскар і Бафта Жак Стровейс, Ендрю Гласснер і Том Бригам. Системний програміст Брюс Перенс став співзасновником Open Source Initiative.
Дослідники з Лабораторії комп’ютерної графіки Нью-Йоркського технологічного інституту створили інструменти, які зробили можливим повністю 3D-фільми CGI. Серед інновацій NYIT CG Lab була восьмибітна система малювання для полегшення комп’ютерної анімації. Наприкінці 70-х і на початку 80-х років NYIT CG Lab вважалася найкращою групою з досліджень і розробок комп’ютерної анімації в світі.